# Ramses VI
Ramses VI (ca. 1180/1170 a.C. – 1136 a.C.) fu un faraone della XX dinastia egizia.
Figlio dell'importante faraone Ramses III (1186 a.C. - 1155 a.C.) e della Grande sposa reale Iside Ta-Hemdjert, regnò dal 1145/4 a.C. al 1136 a.C. La sua sepoltura, nella Valle dei Re, si trova accanto a quella di Tutankhamon.
Il suo nome regale era Nebmaatra-Meriamon, che significa Ra è Signore di Maat (o di Giustizia)-Amato da Amon. Il suo nome natale, Ramses-Amonherkhepshef-Netjerhekaiunu, significa Nato da Ra- Amon è con il Suo forte braccio-Dio sovrano di Iunu (Eliopoli).

## Famiglia
Ramses VI era, con molta probabilità, un figlio di Ramses III. Sarebbe stato quindi zio di Ramses V, suo immediato predecessore, morto di vaiolo dopo un breve regno senza lasciare eredi. Fece infatti iscrivere il suo nome nella lista dei figli di Ramses III a Medinet Habu, probabilmente anche per ribadire la sua origine diretta dal grande sovrano, suo padre, ai pretendenti indiretti (cioè la stirpe dei fratelli di Ramesse III e dei loro discendenti).
Consorte di Ramses VI fu la regina Nubkhesbed, menzionata nella tomba KV13 della Valle dei Re, dalla quale ebbe due figli (uno dei quali gli succederà al trono col nome di Ramses VII) e una figlia, la principessa Iside, che ricoprì la carica di Divina Sposa di Amon nel tempio di Karnak, permettendo al sovrano di mantenere ancora qualche rapporto con il sempre più potente e indipendente clero tebano.

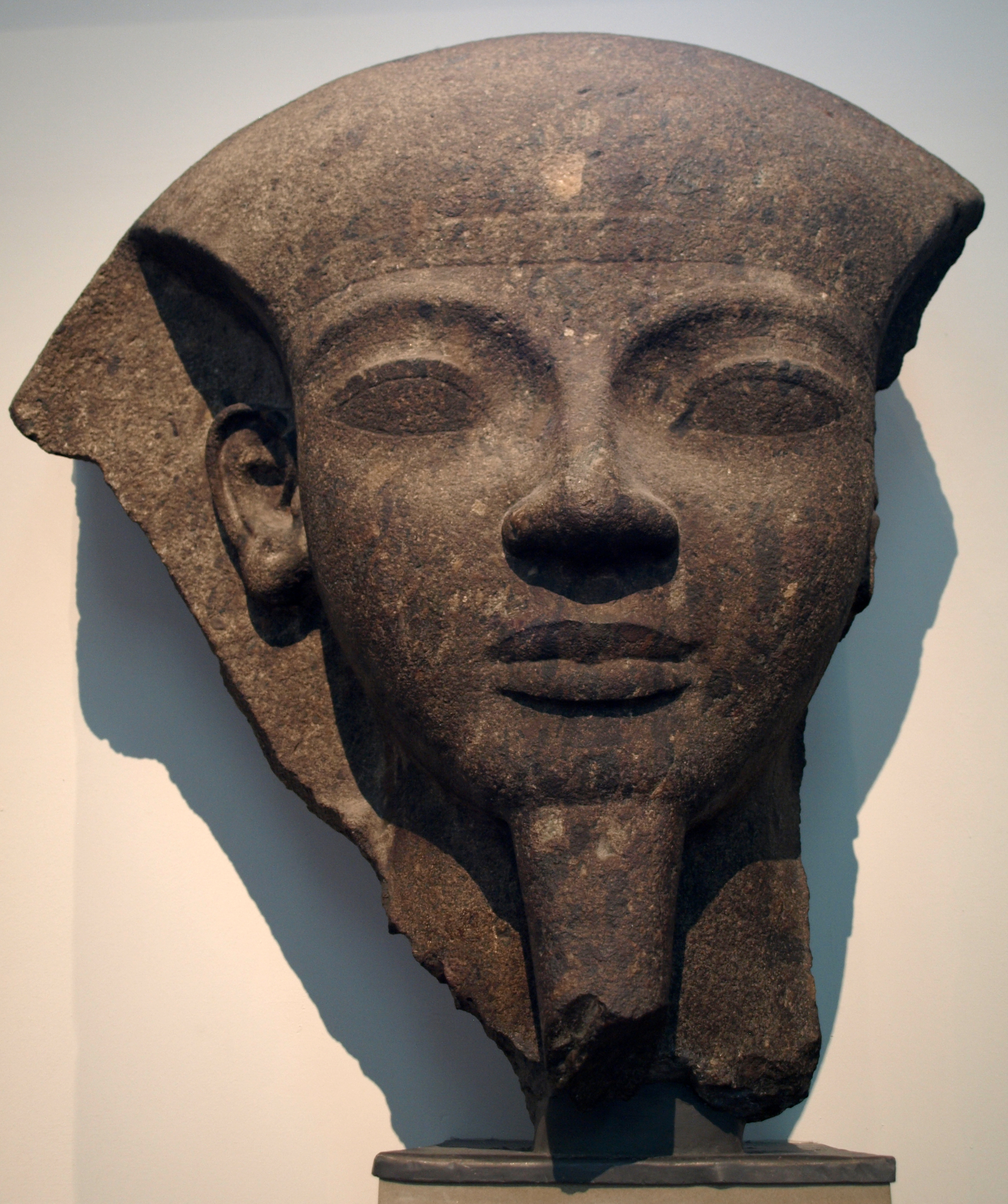
Ramses VI rappresentato sul suo sarcofago in granito nero, proveniente dalla sua tomba nella Valle dei Re.

## Dibattito sulla durata del regno
Il primo a stabilire, al di là di ogni incertezza, che Ramses VI sarebbe stato in vita durante il proprio ottavo anno di regno è stato l'egittologo olandese Jac J. Janssen, il quale ha basato tale asserzione sull'ostrakon IFAO 1425, che menziona il prestito di un bue nell'ottavo anno di un re che non può che essere Ramses VI. Il suo ottavo anno di regno sembra attestato anche nel graffito tebano n.1860a, che nomina il Sommo sacerdote di Amon dell'epoca, Ramessenakht. In passato il graffito in questione fu ascritto a Ramses X, ma tale attribuzione è stata via via abbandonata e l'attribuzione a Ramses VI appare come la più logica. 

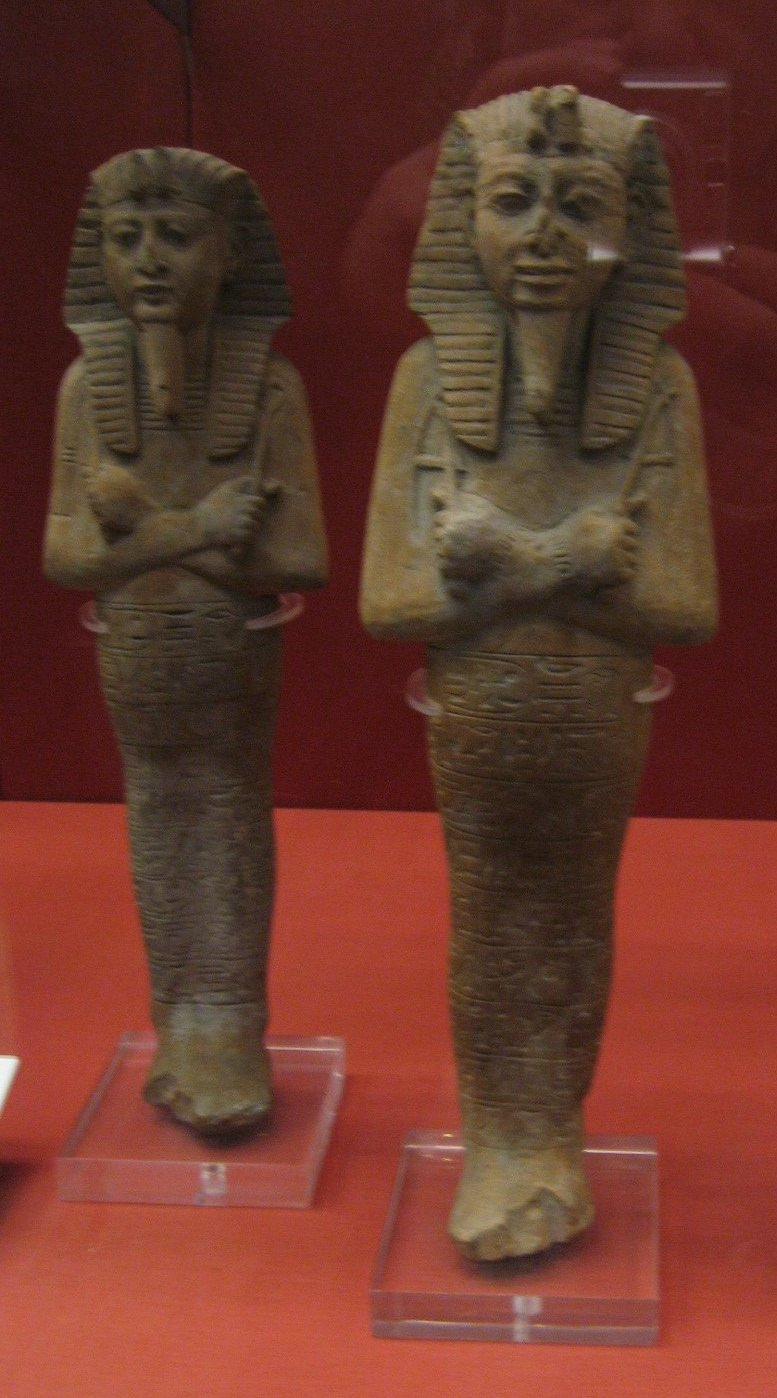
Ushabti di Ramses VI. British Museum, Londra.

Anche la ricostruzione effettuata da Raphael Ventura del Papiro di Torino 1907+1908 sembra avvalorare l'ipotesi secondo cui Ramses avrebbe goduto di 8 interi anni di regno. Probabilmente Ramses VI morì intorno al secondo mese del suo nono anno di regno, e gli successe suo figlio Ramses VII (1136 a.C. - 1129 a.C.).

## Regno

Giornale dell'anno 1 di Ramesse VI, papiro, tra il 1190 e il 1076 a.C. Museo Egizio, Torino.

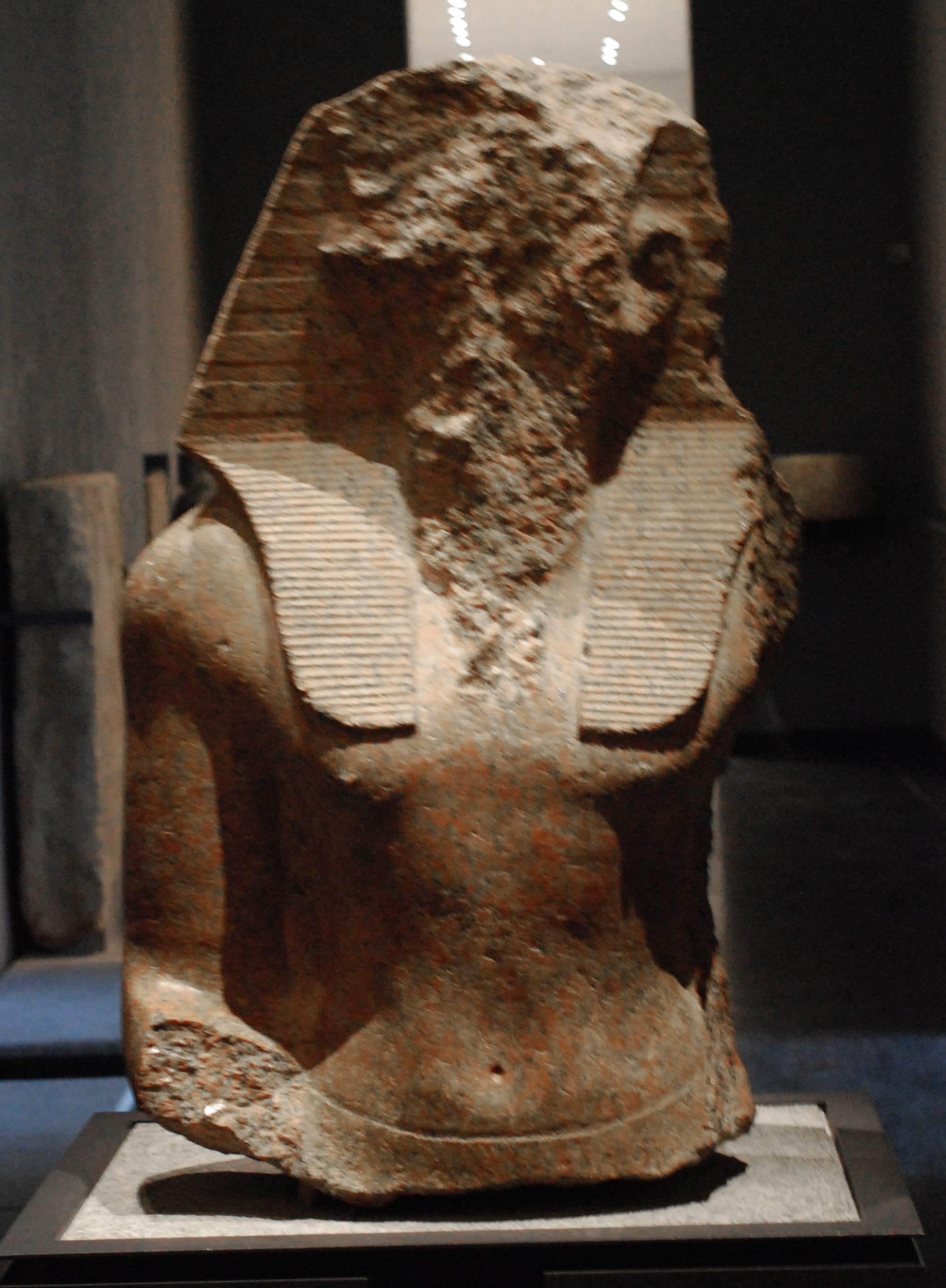
Statua mutilata di Ramses VI in granito rosa, originariamente presso il tempio di Min a Copto. Musée des Beaux-Arts, Lione.

L'indebolimento e la decadenza del potere centrale, che avrebbero portato alla fine del Nuovo Regno qualche decennio più tardi, continuarono indisturbati durante il regno di Ramses VI. È con questo sovrano che si può considerare terminata la fase dell'influenza egizia in Palestina e Siria: Ramses VI è l'ultimo faraone del Nuovo Regno del cui nome si abbia traccia nella regione del Sinai. A Tebe, il potere è l'influenza del Sommo sacerdote di Amon, Ramessenakht, crebbero a discapito di quelli del faraone, nonostante la figlia di Ramses, in quanto Divina sposa di Amon, si trovasse ai vertici del clero tebano. Altro indizio di una situazione interna poco tranquilla sono le testimonianze che gli operai di Deir el-Medina (il villaggio dei lavoratori addetti alla manutenzione delle tombe reali) in certi periodi non lavorassero, per timore di un imprecisato nemico, frase che potrebbe indicare sia una guerra civile sia movimenti di genti armate. Tra l'altro, proprio sotto Ramses VI gli operai di Deir el-Medina vennero ridotti a 60.

Inoltre, durante il suo regno questo sovrano pose la sua residenza nei pressi di Tani nella regione del delta del Nilo, quasi a volersi allontanare il più possibile da Tebe dove ormai de facto "regnava" la potente famiglia del Primo Profeta di Amon Ramessenakht, che rese la sua carica ereditaria.
Ramses VI non fu un grande costruttore, ma in compenso usurpò vari monumenti preesistenti, sovrapponendo i suoi cartigli a quelli dei titolari originari.

## Sepoltura
Ramses VI terminò e si appropriò della tomba KV9 nella Valle dei Re iniziata dal suo predecessore, e qui vi si fece seppellire. Appena 15 anni dopo la sepoltura, nel 9º anno di regno di Ramses IX, la tomba venne visitata dai ladri. Qualche anno dopo ci fu una nuova profanazione, questa volta a fini sacrileghi: il pesante sarcofago di granito venne infatti rovesciato e infranto e la mummia regale danneggiata.
Ai tempi del Primo Profeta di Amon Pinedjem I il corpo di Ramses VI fu uno dei tanti che vennero nascosti nella tomba KV35 di Amenhotep II per sottrarli all'ormai incontrastata azione dei violatori di tombe.

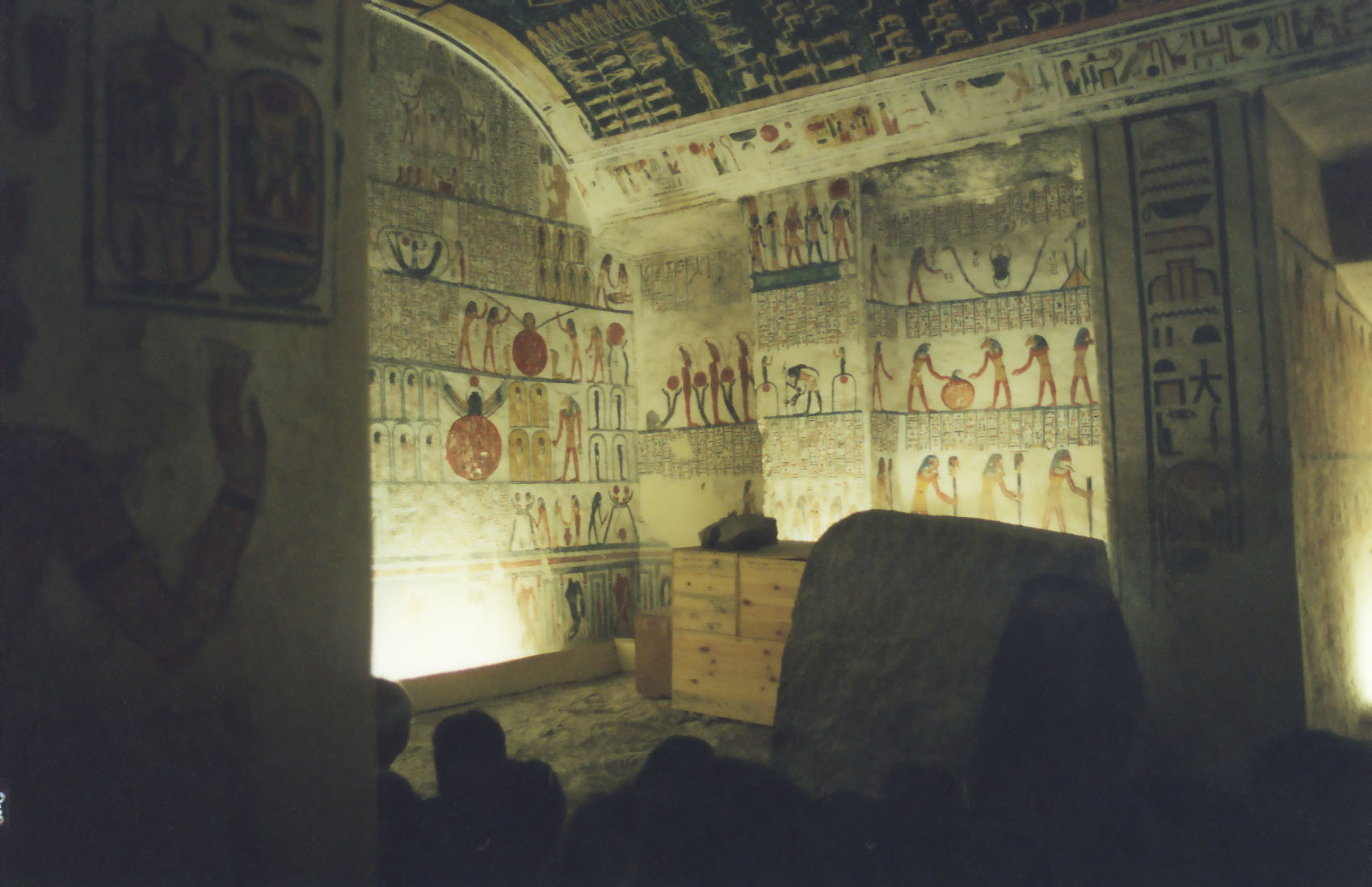
Tomba di Ramses VI (KV9), Valle dei Re

Il 3 aprile 2021 la sua mummia è stata traslata con la Parata d'oro dei faraoni dal vecchio Museo Egizio al nuovo Museo nazionale della Civiltà egiziana.

## Titolatura
| G5 |

| G5 |

| E1 · D40 | O29 · D36 | Y1 · n | M3 · Aa1 · t | D40 · Z2 | s | S34 | N19 |

| E1 · D40 | O29 · D36 | Y1 · n | M3 · Aa1 · t | D40 · Z2 | s | S34 | N19 |

| E1 · D40 | O29 · D36 | Y1 · n | M3 · Aa1 · t | D40 · Z2 | s | S34 | N19 |

| E1 · D40 | O29 · D36 | Y1 · n | M3 · Aa1 · t | D40 · Z2 | s | S34 | N19 |

| E1 · D40 | O29 · D36 | Y1 · n | M3 · Aa1 · t | D40 · Z2 | s | S34 | N19 |

| E1 · D40 | O29 · D36 | Y1 · n | M3 · Aa1 · t | D40 · Z2 | s | S34 | N19 |

| E1 · D40 | O29 · D36 | Y1 · n | M3 · Aa1 · t | D40 · Z2 | s | S34 | N19 |

| E1 · D40 | O29 · D36 | Y1 · n | M3 · Aa1 · t | D40 · Z2 | s | S34 | N19 |

| G16 |

| G16 |

| wsr | s | T16 · O4 | D46 · Y1 · D40 | I8 · Z2 |

| wsr | s | T16 · O4 | D46 · Y1 · D40 | I8 · Z2 |

| G8 |

| G8 |

| wsr | s | M4 · M4 · M4 | W19 | N17 · V13 | M22 | M22 | n · n |

| wsr | s | M4 · M4 · M4 | W19 | N17 · V13 | M22 | M22 | n · n |

| M23 · X1 | L2 · X1 |

| M23 · X1 | L2 · X1 |

| N5 | nb | C10 | i | mn · n · N36 |

| N5 | nb | C10 | i | mn · n · N36 |

| N5 | nb | C10 | i | mn · n · N36 |

| N5 | nb | C10 | i | mn · n · N36 |

| N5 | nb | C10 | i | mn · n · N36 |

| N5 | nb | C10 | i | mn · n · N36 |

| N5 | nb | C10 | i | mn · n · N36 |

| N5 | nb | C10 | i | mn · n · N36 |

| G39 | N5 |

| G39 | N5 |

| C2 | F31 | O34 · O34 | C12 | R8 | S38 | O28 |

| C2 | F31 | O34 · O34 | C12 | R8 | S38 | O28 |

| C2 | F31 | O34 · O34 | C12 | R8 | S38 | O28 |

| C2 | F31 | O34 · O34 | C12 | R8 | S38 | O28 |

| C2 | F31 | O34 · O34 | C12 | R8 | S38 | O28 |

| C2 | F31 | O34 · O34 | C12 | R8 | S38 | O28 |

| C2 | F31 | O34 · O34 | C12 | R8 | S38 | O28 |

| C2 | F31 | O34 · O34 | C12 | R8 | S38 | O28 |